# Hogna migdilybs
Hogna migdilybs là một loài nhện trong họ Lycosidae.
Loài này thuộc chi Hogna. Hogna migdilybs được Eugène Simon miêu tả năm 1886.